# District de Fucheng
Pour les articles homonymes, voir Fucheng.
Le district de Fucheng (涪城区 ; pinyin : Fúchéng Qū) est une subdivision administrative de la province du Sichuan en Chine. Il est placé sous la juridiction de la ville-préfecture de Mianyang.